# Helsingfors simsällskap
Helsingfors simsällskap (HSS, simmis) grundades år 1887 och fyllde 130 år 2017. Simmis var den första simföreningen i Finland. Simmare ifrån förläningen tävlar i tävlingssim och vattenpolo. I föreningen kan man träna tävlingssim, vattenpolo och simma utan att tävla. Föreningen håller även simskolor för barn och vuxna. I föreningen tränar ca 500 simmare. Förläningen har ca 20 olika grupper. Föreningens inkomster per år är ca 500,000 € och inkomsterna kommer mestadels ifrån träningsavgifter och kursavgifter. Föreningen får även understöd av staden och inkomster från tävlingsverksamheten.

## Vattenpolo
Föreningen ordnar vattenpolo för unga, men har även master lag för över 50-åringar och över 60-åringar. Helsingfors Simsällskap har flera gånger vunnit fm i vattenpolo 

## Tävlingar
Helsingfors simsällskaps hemarena är Mäkelänrinne. Alla simtävlingar som Helsingfors simsällskap ordnar äger rum där. Tävlingarna hålls oftast på 25 meters banor.   